# Setsuko Inoue
Setsuko Inoue (em japonês:  井上 節子; Kanagawa, 16 de setembro de 1946) é uma ex-jogadora de voleibol do Japão que competiu nos Jogos Olímpicos de 1968.
Em 1968, ela fez parte da equipe japonesa que conquistou a medalha de prata no torneio olímpico, no qual atuou em sete partidas.